# Jadwiga Kiewnarska

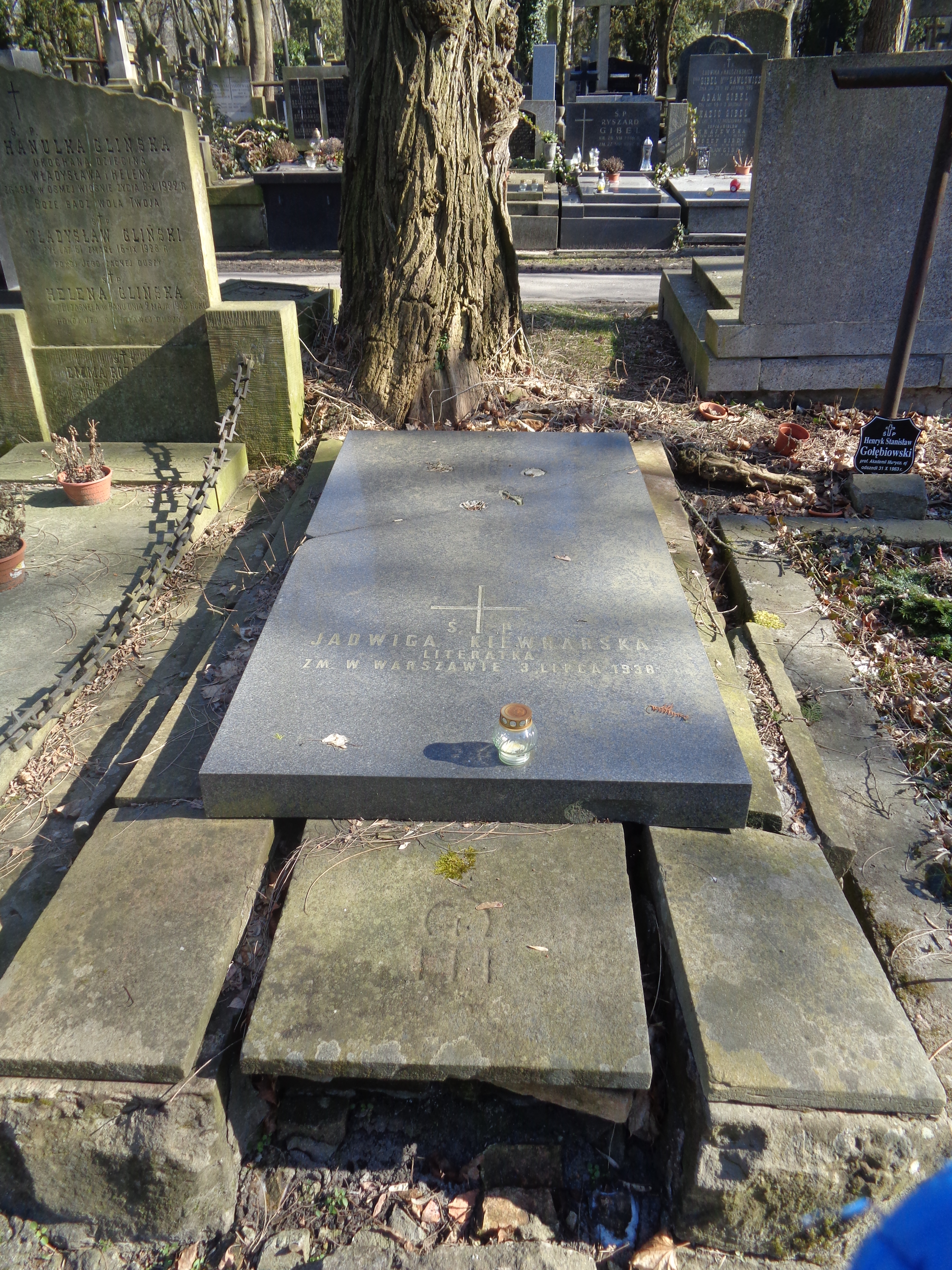
Grób Jadwigi Kiewnarskiej na cmentarzu powązkowskim w Warszawie

Jadwiga Kiewnarska (ur. 15 października 1901 w Petersburgu, zm. 3 lipca 1938 w Warszawie) – pisarka, felietonistka.

## Życiorys
Urodziła się w rodzinie Kaliksta i Elżbiety z Szachno. Pisarka i felietonistka (tworzyła pod ps. Well) na temat kultury życia, obyczajów i mody życia codziennego. Artykuły drukowała w „Bluszczu”, „Pani w świecie i w domu” i „Kurierze Warszawskim”. Pochowana na Powązkach.

## Wybrane dzieła
- „Dobre wychowanie na codzień” – poradnik savoir-vivre
- „Droga Heleny” – powieść
- „Skazy na szczęściu” – zbiór nowel
- „Celadon i Astrea” – szkic obyczajowo-historyczny o Janie Sobieskim i królowej Marysieńce.